# Grand Prix Horsens 2016
La 2e édition du Grand Prix Horsens a eu lieu le 12 juin 2016. Elle fait partie du calendrier UCI Europe Tour 2016 en catégorie 1.2. La course est remportée par le Danois Alexander Kamp.

## Classement final
Alexander Kamp termine le parcours de 194,1 kilomètres en 4 h 23 min 38 s, soit à une vitesse moyenne de 44,175 km/h.
| \| Classement général \| Classement général \| Classement général \| Classement général \| Classement général \| \| Coureur \| Coureur \| Pays \| Équipe \| Temps \| \| ------------------ \| --------------------- \| ------------------- \| ---------------------- \| ------------------ \| \| 1er \| Alexander Kamp \| Danemark \| Stölting Service Group \| 4 h 23 min 38 s \| \| 2e \| Arvid de Kleijn \| Pays-Bas \| Jo Piels \| + 1 min 23 s \| \| 3e \| Stefan Djurhuus \| Danemark \| Almeborg-Bornholm \| + 1 min 23 s \| \| 4e \| Rasmus Guldhammer \| Danemark \| Stölting Service Group \| + 1 min 23 s \| \| 5e \| Aske Vorre Louring \| Royaume du Danemark \| ColoQuick-Cult \| + 2 min 11 s \| \| 6e \| Nicolai Brøchner \| Danemark \| Riwal Platform \| + 2 min 11 s \| \| 7e \| Nicklas Amdi Pedersen \| Danemark \| WeBike-CK Aarhus \| + 2 min 11 s \| \| 8e \| Michael Reihs \| Danemark \| Stölting Service Group \| + 2 min 11 s \| \| 9e \| Torkil Veyhe \| îles Féroé \| WeBike-CK Aarhus \| + 2 min 11 s \| \| 10e \| Daniel Foder \| Danemark \| Trefor \| + 2 min 17 s \| |                       |                     |                        |                 |
| |                       |                     |                        |                 |
| Sources : ProCyclingStats Cycling Quotient Cycling Archives |                       |                     |                        |                 |
| Classement général |                       |                     |                        |                 |
| Coureur | Coureur               | Pays                | Équipe                 | Temps           |
| 1er | Alexander Kamp        | Danemark            | Stölting Service Group | 4 h 23 min 38 s |
| 2e | Arvid de Kleijn       | Pays-Bas            | Jo Piels               | + 1 min 23 s    |
| 3e | Stefan Djurhuus       | Danemark            | Almeborg-Bornholm      | + 1 min 23 s    |
| 4e | Rasmus Guldhammer     | Danemark            | Stölting Service Group | + 1 min 23 s    |
| 5e | Aske Vorre Louring    | Royaume du Danemark | ColoQuick-Cult         | + 2 min 11 s    |
| 6e | Nicolai Brøchner      | Danemark            | Riwal Platform         | + 2 min 11 s    |
| 7e | Nicklas Amdi Pedersen | Danemark            | WeBike-CK Aarhus       | + 2 min 11 s    |
| 8e | Michael Reihs         | Danemark            | Stölting Service Group | + 2 min 11 s    |
| 9e | Torkil Veyhe          | îles Féroé          | WeBike-CK Aarhus       | + 2 min 11 s    |
| 10e | Daniel Foder          | Danemark            | Trefor                 | + 2 min 17 s    |